# 北村一男

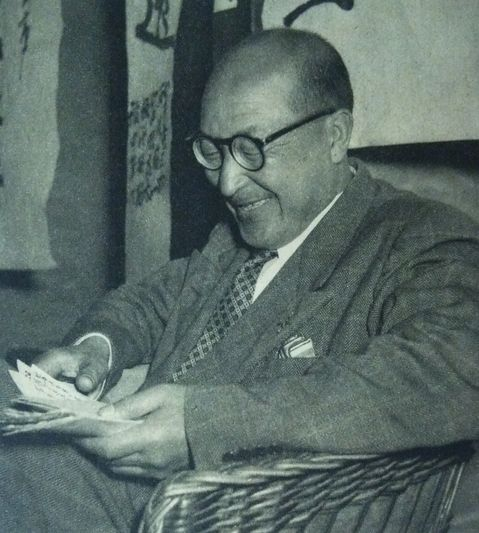
1955年

北村 一男（きたむら かずお、1897年11月17日 - 1965年3月29日）は日本の政治家、参議院議員、新潟県知事。

## 生涯
1897年、新潟県見附市出身。新潟県立加茂農林学校を経て1920年（大正9年）に中央大学商科を卒業後、堤商会（のちに旧日魯漁業、輸出食品と合同して社名を日魯漁業に、現マルハニチロ）に入社して樺太-カムチャツカ間を往復。この際ゲーペーウーに拿捕されるなどの苦労があったが、これによって堤清六社長の信頼を得た。戦後は自由党に所属し、1947年（昭和22年）の第1回参議院議員通常選挙に新潟地方区から出馬して初当選。2期にわたって議員を務め、農林政務次官、国土総合開発審議会、米価審議会各委員、参議院法務委員長、党の政務調査会副会長、参議院幹事長などを歴任した。
その後、新潟県の財政と経済の再建を掲げ、 自由党を離れて民主党と左右両社会党の推薦で1955年（昭和30年）の県知事選に出馬。岡田正平の3選を阻止して当選。1959年（昭和34年）の選挙で2選を果たしたが、任期途中の1961年（昭和36年）11月に辞任。財政再建の道筋をつけたほか、関屋分水路事業の構想や、日魯漁業時代の経験を生かした対岸貿易の構想などに功績を残した。長期療養ののち、1965年（昭和40年）3月29日に糖尿病のため67歳で逝去。従四位勲二等瑞宝章、見附市名誉市民を追贈されている。見附市杉澤地区にある北村の生家跡に造られた北村記念公園と関分記念公園に銅像が建立されている。

## 北村県政

### 財政再建の確立
財政赤字解消を公約に1955年（昭和30年）4月23日の選挙で初当選を果たした北村は自らを“赤字退治の鬼”と称し、機構縮小、職員の減員、職員給与の削減、県財産の処分等、赤字解消策を矢継ぎ早に打ち出した。北村就任前の1954年（昭和29年）の繰越赤字が23億円、30年度末の赤字額が36億円以上になると言われていたものを、30年度の決算時点で早くも繰越赤字を22億円にまでもっていった。次に北村は1956年（昭和31年）2月県議会で、地方財政再建促進特別措置法の適用を国に申請することを表明し、3月24日に県議会で可決され、4月1日から自治庁より財政再建団体の指定を受けるに至った。おりしも30年代に始まった高度経済成長の波に乗って、予定よりも2年早い37年度には財政再建を完了することとなる。1期目末期の、1958年（昭和33年）5月31日に発表された県財政の決算は、32年度末で2億5400万円の黒字、単年度では4億7000万円の黒字、県税徴収率も96.36％と高い数字であった。北村が2期目を辞する直前の県財政の決算は、35年度末で7億3600万円となった。

### 関屋分水路事業
北村は在任中に、岡田前知事時代に着工寸前にまでいっていた信濃川下流の河口分流案を御破算にし、関屋分水路案へと方向転換させた。北村の考えでは、自身の就任と時を同じくして激化した地盤沈下の問題に対処することや、新潟港の港域拡大に分流案が港域をせばめてしまうというものであった。北村は1956年（昭和31年）1月21日の県議会土木委員会の席上、河口分流案から関屋分水路案への転換の意向を示した。翌1957年（昭和32年）9月10日の県議会社会土木委員会で関屋分水路案堅持の態度を表明し、33、34の両年度に関屋分水路調査費を計上し、大規模調査を行わせ、1960年（昭和35年）には「旧信濃川関屋分水調査報告書」を発表した。

### 対岸貿易の構想
1959年（昭和34年）4月23日に再選を果たした北村は、6月にソ連、7月に北朝鮮を単身（日ソ協会斡旋の通訳1名を随行）相次いで訪問し、対岸貿易の促進に強い執念を燃やした。ソ連に対しては戦前の経験からなみなみならぬものがあり、県産業の振興策としてソ連に、洋食器、繊維製品、機械等の市場を求める一方、ソ連から、原油、木材、鉄鉱石等の輸入を目論み、ここまでの独自構想と日ソ協会の見解とをまとめ、県特産品のサンプルを携えて、乗り込むほどであった。また北朝鮮に対しては、当時懸案化していた在日朝鮮人の帰還問題について協議する目的があった。後に、対岸交流の促進は、塚田・亘・君（きみ）といった歴代の知事にも引き継がれ、平山知事時代に環日本海経済圏構想として結実することになる。